# Metroland (romanzo)
Metroland è un romanzo di Julian Barnes del 1980.
Nel 1997 è stato realizzato un adattamento cinematografico del romanzo, con Christian Bale e Emily Watson.
Nel 1981 il romanzo ha vinto il Somerset Maugham Award.

## Trama
Il romanzo è un resoconto in prima persona di Christopher Lloyd e della sua esperienza di vivere e crescere nei sobborghi di Londra, del periodo trascorso a Parigi come studente universitario e dei primi anni di matrimonio. Da adolescenti, Christopher e il suo amico d'infanzia disprezzavano la società borghese, ma è proprio questo stile di vita che Christopher sceglie da adulto, con un lavoro sicuro nell'editoria, sposandosi, comprando una grande casa e avendo un figlio. Christopher si accorge che la sua vita e il suo matrimonio non sono perfetti, né sono più eccitanti del periodo che aveva trascorso a Parigi con la sua ragazza Annick, ma in fin dei conti ama sua moglie ed è contento.

## Edizioni
- (EN) Metroland, Londra, Picador, 1980.
- Metroland, traduzione di Daniela Fargione, Torino, Einaudi, 2015, ISBN 9788806150822, OCLC 922608299.